# Trois Anglaises en campagne
Pour plus de détails, voir Fiche technique et Distribution.
Trois Anglaises en campagne (The Land Girls) est un film britannico-français réalisé par David Leland et sorti en salles en 1998.

## Synopsis
Pendant la Seconde Guerre mondiale, les femmes du Royaume-Uni étaient envoyées dans les campagnes pour le travail des champs à la place des paysans qui servaient dans les armées. On les appelait les "land girls". Le film présente un trio de ces "land girls" en 1941 dans le Dorset. Prue, une coiffeuse énergique et sexy, Ag, l'intellectuelle timide, Stella la romantique amoureuse de Philip, officier de la Navy. Leurs différences ne les empêchent pas d'être amies. Le film présente leurs relations et les rencontres qu'elles font avec des hommes tout au long de la guerre.

## Fiche technique
- Titre : Trois Anglaises en campagne
- Titre : The Land Girls
- Réalisation : David Leland
- Scénario : Keith Dewhurst et David Leland, d'après le roman d'Angela Huth
- Musique : Brian Lock
- Directeur de la photographie : Henry Braham
- Montage : Nick Moore
- Distribution des rôles : Jeremy Zimmerman
- Création des décors : Caroline Amies
- Direction artistique : Frank Walsh
- Création des costumes : Shuna Harwood
- Producteur : Simon Relph
- Coproducteur : Andrew Warren
- Productrice exécutive : Ruth Jackson
- Sociétés de production : Intermedia Films, Channel Four Films, Greenpoint Films, Caméra One, West Eleven Films, Arena Films, Canal+ et Sofineurope
- Directeur de production : Nick Heckstall-Smith
- Société de distribution :   Gramercy Pictures •  Channel Four Films
- Format : 2.35:1 - 35mm - Tourné en couleur (Technicolor) et en Panavision
- Son Dolby Digital
- Genre : drame, guerre, romance
- Durée : 111 minutes
- Pays :  Royaume-Uni,  France
- Dates de sortie en salles :
  - États-Unis : 20 janvier 1998 (festival de Sundance), 12 juin 1998
  - Allemagne : 19 juin 1998
  - Royaume-Uni : 25 septembre 1998
  - France : 9 décembre 1998
  - Belgique : 6 janvier 1999

## Distribution
- Catherine McCormack : (VF : Catherine Le Hénan) : Stella
- Rachel Weisz (VF : Anneliese Fromont) : Agapanthus « Ag »
- Anna Friel (VF : Barbara Delsol) : Prudence « Prue »
- Steven Mackintosh : Joe Lawrence
- Tom Georgeson : M. John Lawrence
- Maureen O'Brien : Mme John Lawrence
- Lucy Akhurst : Janet
- Gerald Down : Ratty, Lawrence Farm Hand
- Paul Bettany : Philip
- Nick Mollo : Barry Hampton